# Melissoptila dama
Melissoptila dama är en biart som först beskrevs av Joseph Vachal 1904.  Melissoptila dama ingår i släktet Melissoptila och familjen långtungebin. Inga underarter finns listade i Catalogue of Life.